# Первісна вартість
Пéрвісна вáртість – історична (фактична) собівартість активів (основних засобів, нематеріальних активів, запасів) у грошових коштах.
За українськими положеннями бухгалтерського обліку первісна вартість визначається залежно від способу отримання активу: 
- Для придбаних активів (найчастіший випадок у звичайній діяльності підприємства): 
первісна вартість дорівнює сумі грошових коштів, витрачених для придбання оцінюваного активу. Визначається як сума, сплачена продавцеві, за вирахуванням непрямих податків та додаванням транспортних та інших витрат, які безпосередньо пов'язаних з придбанням цього активу та доведенням його до стану, в якому він придатний для запланованого використання.
- Для активів, придбаних в обмін на подібні активи:
первісна вартість дорівнює вартості переданих активів.
- Для безоплатно отриманих активів, для активів, придбаних в обмін на неподібні активи, та для активів, внесених до статутного капіталу:
первісна вартість визначається як їх справедлива вартість.